# Otiophora pycnostachys
Otiophora pycnostachys är en måreväxtart som beskrevs av Karl Moritz Schumann. Otiophora pycnostachys ingår i släktet Otiophora och familjen måreväxter. Inga underarter finns listade i Catalogue of Life.